# ロックハ県
ロックハ県（ロックハけん、ベトナム語：Huyện Lộc Hà / 縣祿河? ）は、ベトナム社会主義共和国ハティン省の県。面積は118.31 km²、人口は86,213人（2007年）である。
2025年1月1日、大部分はタックハ県に編入され、一部はハティン市に編入された。

## 行政区画
1市鎮11社を管轄する。